# Skáldskaparmál
Skáldskaparmál – "omtale af skjaldekunsten" – er det midterste og største afsnit af den yngre Edda.
Det er udformet som en gennemgang af de mange omskrivninger – kenningar og heiti – som skjaldekvadene er fulde af,
med eksempler fra forskellige kvad. Indimellem er fortalt længere historier, heriblandt Thors kamp mod Hrungnir og hans udflugt
til jætten Gejrrød.
Især guldet har mange navne, og for at forklare dem må der fortælles en del historier:
Hvorfor kaldes guldet "Sifs hår"? Loke havde klippet alt håret af Sif, og da Thor fandt ud af det, ville han knuse
alle knoglerne i Lokes krop, men, sammen med mange andre af gudernes kostbarheder, ved et væddemål, som resulterede i at Loke fik læberne syet sammen.
For at forklare at guldet kaldes "oddergæld", må Snorre fortælle den lange og snørkede historie om Rhinguldet, og for at forklare at
det kaldes "Frodes mel", må han gengive Grottesangen – kvadet om den guldgale konge, som kom galt af sted fordi
han ikke kunne få nok, og satte Fenja og Menja til kværnen, til de gjorde oprør.